# Manuel Gavilán
Manuel Gavilán (1921) foi um futebolista paraguaio que atuava como defensor.

## Carreira
Manuel Gavilán fez parte do elenco da Seleção Paraguaia de Futebol, na Copa do Mundo de 1950 no Brasil.